# Unified Combatant Command
Comando Combatente Unificado (em inglês Unified Combatant Command) é a designação de um comando do Departamento de Defesa dos Estados Unidos que é composto por forças de, pelo menos, dois departamentos militares. Estes comandos estão estabelecidos para providenciar um eficiente sistema de comando e controle das forças militares dos Estados Unidos, independentemente do ramo ou do serviço, em paz ou em guerra. Eles estão organizados em termos geográficos (conhecido por "área de responsabilidade") ou em termos funcionais, como uma operação especial, projeção de poder ou transporte. A criação e organização destes comandos de combate unificados está definida legalmente no Título 10 do Código dos Estados Unidos, entre as secções 161 e 168.
O Plano de Comando Unificado (UCP) estabelece as missões, responsabilidades de comando e áreas geográficas de responsabilidade dos comandos combatentes. Cada vez que o Plano de Comando Unificado é atualizado, a organização dos comandos combatentes é revisada quanto à eficiência e eficácia militar, bem como o alinhamento com a política nacional.

Áreas geográficas de responsabilidade para seis comandos combatentes geográficos baseados em terra